# Медаль «За службу в полиции» (Норвегия)
 Медаль «За службу в полиции» – ведомственная награда полиции Королевства Норвегия.
Не стоит путать данную медаль с медалью «За службу в полиции» с лавровой ветвью, которая по своему положению является отдельной наградой.

## История
Медаль «За службу в полиции» была учреждена 1 марта 2002 года как награда сотрудникам и гражданскому персоналу полиции Норвегии за выслугу в 25 лет и более. Медаль вручается директором полиции Норвегии. Каждый последующие пять лет службы отмечаются на ленте медали пятиконечной звездой золотистого металла. Максимально предусмотрено три звезды.
| Планки медали  | Планки медали  | Планки медали  | Планки медали  |
| 25 лет выслуги | 30 лет выслуги | 35 лет выслуги | 40 лет выслуги |
| -------------- | -------------- | -------------- | -------------- |
|                |                |                |                |

## Описание
Медаль круглой формы серебристого металла.
Аверс несёт геральдическую эмблему полиции Норвегии: коронованный гербовой щит с норвежским львом, помещённый на декоративную площадку, усеянную крестами, между двух фасций.
На реверсе по окружности надпись: «POLITIET • FOR TJENESTER •» (Полиция • За службу).
Лента медали чёрного цвета с жёлтой полоской 4 мм. шириной по центру.

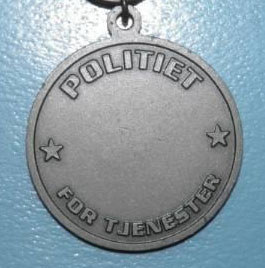
Реверс медали
Эмблема полиции Норвегии